# 岩見沢インターチェンジ

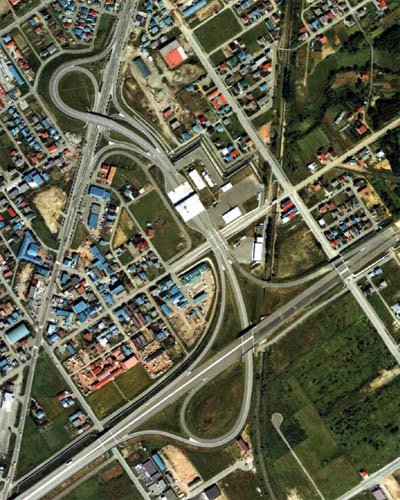
岩見沢IC（1985年）。

岩見沢インターチェンジ（いわみざわインターチェンジ）は、北海道岩見沢市にある道央自動車道のインターチェンジである。
岩見沢市及び栗山町の最寄りインターチェンジである。

## 歴史
- 1975年（昭和50年）7月：岩見沢IC - 江別東IC間の岩見沢市下志文町付近にて試験盛土工事に着手[1]。
- 1978年（昭和53年）：札幌IC - 岩見沢IC間着工[2]。
- 1983年（昭和58年）
  - 7月：岩見沢IC - 美唄IC間着工[3]。
  - 11月9日 : 札幌IC - 岩見沢IC間が開通。
  - 12月
- 1987年（昭和62年）9月18日 : 岩見沢IC - 美唄IC間が開通。
- 2018年（平成30年）12月 : IC番号を「4」から「36」に変更[注 1]。
- 2021年（令和3年）7月1日 : 併設されていた岩見沢管理事務所が再編により廃止、管理区間の大半を札幌管理事務所・美唄IC - 奈井江砂川IC間北部の一部を旭川管理事務所に移管。[6]

## 周辺
工業団地
- 南空知流通工業団地
- 道央栗沢工業団地

教育機関
- 北海道教育大学岩見沢校
- 北海道岩見沢東高等学校
- 北海道岩見沢西高等学校
- 北海道岩見沢農業高等学校
- 北海道岩見沢緑陵高等学校

公園・スキー場
- いわみざわ公園
  - 北海道グリーンランド
  - 野外音楽堂キタオン
  - 岩見沢郷土科学館
  - 室内公園「色彩館」
  - バラ園

- あやめ公園
- 利根別自然公園
- 東山公園
- 岩見沢萩の山市民スキー場

## 接続する道路
- 直接接続
  - 国道234号

- 間接接続
  - 国道12号（岩見沢バイパス）
  - 北海道道38号夕張岩見沢線
  - 北海道道687号美唄達布岩見沢線
  - 北海道道1139号栗沢工業団地大和線

## 料金所
- ブース数：8

### 入口
- ブース数：3
  - ETC専用：1
  - 一般：2

### 出口
- ブース数：5
  - ETC専用：1
  - 一般：4

## 隣
E5 道央自動車道
(35)江別東IC - (36)岩見沢IC - 岩見沢SA - (37)三笠IC